# Valovanje (film)
Valovanje (latvijsko Straume) je latvijski animirani pustolovski film iz leta 2024. Režiral ga je Gints Zilbalodis, scenarij pa sta napisala Gints Zilbalodis in Matīss Kaža, ki sta bila prav tako producenta filma. Gre za latvijsko, francosko in belgijsko koprodukcijo, ki spremlja mačko, ki skuša z ostalimi živalmi preživeti v domnevno postapokaliptičnem svetu, ko gladina vode dramatično naraste. V filmu ni dialoga, le oglašanje živali.
Film je doživel premiero 22. maja 2024 na Filmskem festivalu v Cannesu, v Latviji pa je izšel 29. avgusta istega leta. Požel je veliko pozitivnih kritik in s svojim zaslužkom podrl nekaj rekordov latvijskega filma, postal je namreč tudi najbolj ogledan film v latvijskih kinih v zgodovini. Na 97. podelitvi oskarjev je osvojil oskarja za najboljši animirani film, nominiran pa je bil tudi za najboljši mednarodni film, s čimer je postal prvi latvijski film, ki je dobil in bil nominiran za oskarja. Osvojil je tudi zlati globus za najboljši animirani film, obe nagradi (oskar in zlati globus) pa sta razstavljeni v latvijskem nacionalnem muzeju umetnosti v Rigi.

## Zgodba
Temno siva mačka tava po gozdu, ob reki pa trop psov poskuša ujeti ribo. Ko se dva psa borita za ribo, jo mačka vzame, zaradi česar jo začnejo psi loviti. Mačka uspe zbežati psom in poplavi, ki se nenadoma zgodi. Voda se hitro dviga, zato mačka skoči na čoln, na katerega se je že zatekla kapibara.
Naslednje jutro ladja z živalmi pluje po delno potopljenem gozdu. Mačka se poskuša ogniti ptiču tajniku in pri tem pade v vodo ter se začne utapljati. Reši jo mutiran kit, potem pa jo zgrabi drug tajnik in jo nese nazaj na ladjo. Med letom v daljavi opazi ogromne kamnite stebre. Voda še naprej narašča, zato kapibara na krov sprejme obročkastorepega makija z košaro nakita. Mačka kasneje sanja o tem, kako je obkrožena s čredo jelenov in gleda velike kamnite stebre, tik preden jo odnese poplava. Kasneje istega dne se kapibara, maki, labradorec in mačka izkrcajo na obali in srečajo jato tajnikov, ki so do njih sovražno nastrojeni, zaradi česar mačka zbeži. Najmlajši tajnik prosi vodjo jate, da mu prizanese, a izgubi v dvoboju, v katerem mu poškodujejo perut. Ker ga jata zapusti in ne more več leteti, se pridruži posadki.
Posadka pripluje v napol potopljeno mesto, k vznožju ogromnih kamnitih stebrov. Labradorec odnese makijev steklen plovec tajniku, da bi ga ta metal, labradorec pa bi mu ga prinašal. Tajnik, ki je zaposlen z usmerjanjem čolna, pa brcne posodo v vodo in maki se začne jeziti nanj ter ga motiti pri krmarjenju. Zaradi makijevih motenj se jambor ladje zagozdi v krošnjo potopljenega drevesa. Da bi pomagal, kit skoči iz vode in nastali valovi osvobodijo ladjo. Mačka se po vzoru kapibare sčasoma nauči plavati in loviti ribe. Posadka v zvoniku potopljene cerkve opazi nekaj psov in jih reši.
Ko ladja v močni nevihti pluje proti kamnitim stebrom, tajnik odleti, mačka pa v iskanju tajnika odplava na kopno. Znajdeta se na sredini rezbarije na tleh v obliki labirinta. Nenadoma postaneta breztežna in začneta lebdeti, nad njima pa se odpre svetel portal. Mačka se sčasoma spusti nazaj, tajnik pa odleti proti svetlobi in izgine. 
Mačka skuša priplavati nazaj k čolnu, a je ta predaleč. Najde makijev stekleni plovec, ki ga je tajnik prej brcnil v vodo in si z njim pomaga ostati nad gladino. Vodna gladina se nenadoma drastično spusti, saj se v zemlji odpre velika prelomnica, vanjo pa odteče voda. Ko mačka tava po gozdu, sreča makija in skupaj najdeta ladjo, ki visi v drevesnih krošnjah. Pes skoči s čolna, ko pa začne izstopati kapibara, se začne drevo lomiti. Kapibari vseeno uspe varno priti na tla. Ko začne posadka proslavljati svoje preživetje, zasliši stampedo jelenov. Mačka pomisli, da se bo mogoče znova zgodila poplava, zato hitro zbeži naprej v gozd, kjer najde nasedlega kita in ga začne tolažiti. Kit v odsevu v luži zagleda sebe, obkroženega s prijatelji s čolna. 
V prizoru po odjavni špici kit veselo plava po morju. 

## Produkcija
Leta 2012 je Gints Zilbalodis produciral film Aqua, kratek film o mački in njenem prestajanju ter obvladovanju strahu pred oceanom. Na podlagi kratkega filma Aqua je osnoval scenarij za Valovanje. Zilbalodis je za svoje filme sprva uporabljal program Maya, leta 2019 pa je začel ustvarjati s programom Blender, s katerim je ustvaril Valovanje. 
Produkcija filma se je začela že leta 2019 in trajala pet let in pol, saj je bila animacija ustvarjena v brezplačnem odprtokodnem programu Blender. Ustvarjanje filma sta navdihnila predvsem francoski filmski ustvarjalec Jacques Tati in japonski animirani film Future boy Conan. Ustvarjalci si za lažje oblikovanje živali niso pomagali z zgodborisom, temveč so se anatomije učili na pravih živalih iz živalskih vrtov. Film prav tako nima odvečnih in izbrisanih prizorov.
Produkcijski hiši Take Five in Sacrebleu Productions sta se ustvarjanju filma pridružili leta 2022 in se ukvarjali z zvokom animacijo likov. Medtem ko je bil film še vedno v izdelavi, so bili že dokončani liki predstavljeni na forumu risanih filmov v mestu Bordeaux v Franciji. Film je bil ustvarjen s finančno pomočjo Nacionalnega latvijskega filmskega centra, Državne fundacije za kulturno prestolnico Latvije in francoskih Centre national du cinéma et de l'image animée, ARTE France, Eurimages in RTBF ter belgijskega Tax Shelter. Animacija filma je bila končana v Franciji in Belgiji. 
Marca 2025 je bila na Latvijski nacionalni televiziji objavljena epizoda dokumentarne serija Aizliegtais paņēmiens, v kateri je bila predstavljena produkcija filma. 

### Živali
Anatomijo kapibar in makijev so preučili v živalskih vrtovih, kot je Izu Shaboten na Japonskem. Kitov izgled naj bi bil sprva bolj realističen, a so ga ustvarjalci spremenili, da bi izgledal bolj mitično. Namesto tajnika je bil v začetkih ustvarjanja zamišljen galeb, a je bil ta premajhen. Ladja, na kateri so živali preživele povodenj, pa je bila oblikovana po navdihu feluke - tipa majhnih jadrnic, značilnih za Sredozemlje. 

### Glasba in oblikovanje zvoka
Glavni zvočni oblikovalec Gurwal Coïc-Gallas je za oglašanje živali uporabil dejanske posnete zvoke živali, pri čemer je za oglašanje mačke služila njegova mačka Miut. Zilbalodis in Coïc-Gallas sta menila, da neprijeten zvok oglašanja pravih kapibar slabo prikazuje mirnost kapibare v filmu, zato sta premišljevala o uporabi zvoka losa ali lame, na koncu pa je bil uporabljen zvok oglašanja kameljega mladiča. Za oglašanje kita so uporabili zvočne posnetke oglašanja tigra. Zilbalodis in Rihards Zaļupe sta skladala sedem ur glasbe, od česar je bilo v filmu uporabljenih 50 minut.

## Izid
Film je doživel premiero 22. maja 2024 na Filmskem festivalu v Cannesu in bil s tem s tem postal prvi latvijski film od leta 1998, ki je bil predstavljen v kategoriji posebnega pogleda. Predstavljen je bil tudi na Festivalu animiranega filma v Annecyju (Francija), kjer je bil nagrajen z nagrado žirije, nagrado občinstva in nagrado fundacije Gan za distribucijo v kategoriji celovečernega filma. Predstavljen je bil tudi na Mednarodnem festivalu animiranega filma v Ottawi, kjer je prejel glavno nagrado za celovečerni animirani film. Predvajan je bil še na mednarodnih filmskih festivalih v Torontu in Vancouverju. Oktobra 2024 je bil predvajan v 'odprtem kinu' na 29. Mednarodnem filmskem festivalu v Busanu (Južna Koreja). Na Mednarodnem filmskem festivalu v Melbournu je bil film nagrajen s posebno nagrado žirije. 
V Latviji je doživel premiero 28. avgusta v Rigi v kinu 'Splendid Palace', že naslednji dan pa je distributer Baltic Content Media poskrbel za predvajanje po vsej državi. V Franciji je film izdala UFO Distribution 30. oktobra 2024, v Belgiji pa je Le Parc Distribution film izdala 15. januarja 2025. V Združenih državah je bil film sprva izdan v New Yorku in Los Angelesu in sicer 22. novembra 2024, 6. decembra istega leta pa še v ostalih kinih po državi. 1. januarja 2025 je bil film prvič predvajan v Mehiki, 28. februarja 2025 v Indiji in 20. marca 2025 v Avstraliji. 
Januarja 2025 je izšla družabna igra, ki temelji na filmu Valovanje.

## Odziv

### Prihodek
V Latviji so za ogled filma v kinih prodali 306.000 vstopnic, s čimer je film postal najbolj ogledan film v latvijskih kinih v zgodovini. Noben film filmskega distributerja Janus Films še ni zaslužil toliko, saj je do februarja 2025 zaslužil kar 36 milijonov ameriških dolarjev v svetovni blagajni. 

### Kritični odziv
Na spletni strani Rotten Tomatoes, ki zbira ocene in kritike filmov, je bilo 97 % kritik pozitivnih, njihovo povprečje pa je znašalo 8,5/10. Kritike so soglasno izražale, da je film tako dobro ocenjen prav zaradi svoje unikatne animacije in zrelih tem, ki jih predstavlja. Na spletni strani Metacritic je bil film ocenjen s 87/100.
V New York Timesu je Calum Marsh napisal, da se živali v filmu obnašajo kot prave živali, kar naredi potovanje še bolj avtentično, čustva v trenutkih veselja in nevarnosti pa še močnejša. Jake Coyle pa je za The Associated Press napisal, da računalniška animacija filmu dodaja sanjski, nenavadno resničen nadrealistični svet. 

### Nagrade
Na 97. podelitvi oskarjev je osvojil oskarja za najboljši animirani film, nominiran pa je bil tudi za najboljši mednarodni film, s čimer je postal prvi latvijski film ki je dobil in bil nominiran za oskarja. Osvojil je tudi zlati globus za najboljši animirani film, obe nagradi (oskar in zlati globus) pa sta razstavljeni v Latvijskem nacionalnem muzeju umetnosti v Rigi.

## Zapuščina
Zaradi popularnosti filma v Latviji so v Rigi postavili spomenik mačke iz filma, ki sedi na črki A, na napisu Riga. Latvijska pošta je izdala celo omejeno serijo znam z motivom iz filma. Zilbalodis je prejel naziv Riškega državljana leta in bil naprošen k produkciji nadaljevanja filma, a je prošnjo zavrnil.